# Transfiguratiekathedraal (Sjadrinsk)
De Kathedraal van de Transfiguratie van de Verlosser (Russisch: Спасо-Преображенский собор; Spásso-Preobraschénski sobór) is een Russisch-orthodoxe kathedraal in de Russische stad Sjadrinsk.

## Geschiedenis
De eerste steen van de kathedraal werd in 1771 met de zegen van de bisschop van Tobolsk gelegd. De voortgang van de bouw werd geleid door de hegoemen van het Ontslapenisklooster van Dalmatovo, Adam Arkoedinski, en in twee etappes uitgevoerd: In 1777 werd de kerk voltooid en in de jaren 1820-1821 de klokkentoren. Het architectonische ensemble van de kathedraal wordt tot de Oekraïense barok met invloeden van de Russische architectuur gerekend. In de eerste helft van de 19e eeuw werd de klokkentoren in de stijl van het laatclassicisme aan de westzijde van de kerk toegevoegd.

## Sovjetperiode
In de vroege jaren 30 werd de kathedraal voor de eredienst gesloten. Sindsdien werd het gebouw gebruikt als museum, als restaurant, als winkel en tijdens de Tweede Wereldoorlog als plek van detentie. In de jaren 50 stond het gebouw leeg en trad het verval in. In deze periode werd ook de klokkentoren gesloopt. De jaren 60 vormden een keerpunt toen het gebouw de aandacht begon te trekken van culturele organisaties. Nadat het gebouw onder monumententoezicht werd gesteld begon men in de jaren 70 met de restauratie. Het herstel van de kerk verliep echter tergend langzaam en pas aan het einde van de jaren 80 werden slechts de werkzaamheden aan het exterieur van de kerk afgerond.

## Heropening
Vanaf 1989 bloeide het parochieleven in Sjadrinsk weer op. De parochie diende een verzoek in om teruggave van de kathedraal en in november van 1989 werd in de kerk weer de eerste eredienst gevierd. Sindsdien is er verder aan het herstel van de kerk gewerkt, maar zonder de klokkentoren heeft het gebouw zijn oorspronkelijke allure nog niet volledig terug.